# 日高剛
日高 剛（ひだか たけし、1977年8月15日 - ）は、福岡県北九州市小倉北区出身の元プロ野球選手（捕手）。右投左打。
2019年より阪神タイガースのファームコーチを務める。

## 経歴

### プロ入り前
ソフトボールで体が大きいからと捕手を務めてから、一貫して捕手として活動した。
九州国際大付高校では2年次に捕手、4番打者として1994年夏の甲子園県予選決勝に進出するが、九州工に敗退し、翌年も県予選で敗れ、甲子園には出場できなかった。
1995年のプロ野球ドラフト会議で、オリックス・ブルーウェーブから3位指名を受け入団した。

### オリックス時代
3年目の1998年に中嶋聡が西武ライオンズにFA移籍し、三輪隆がプロ野球脱税事件により出場停止というチーム状況に伴い一軍昇格。その後、三輪復帰までの正捕手を期待された高田誠の打撃不振もあり、それまで一軍出場は1試合もなかったが強肩とパンチ力のある打撃を武器に正捕手となった。しかし、打撃はパンチ力がある一方で確実性に欠け、常時バスター打法をするなど試行錯誤をしたが2割前後の低打率が続いた。
2001年は打率.247を残し、打撃面の向上を見せた。
2002年は打率.193に低下したが初の2桁となる12本塁打を放ち、チーム唯一の長打力がある日本人選手という信頼を得た。
2003年は初めて打率.250を超え、翌シーズンの2004年は後半戦打撃好調で自己最高の打率.275を残したが、この2年間は投手陣が崩壊し、特に2003年にはチームがプロ野球史上最低のチーム防御率5.95、シーズン927失点を記録するなど、正捕手として配球面での責任を問われた。この年のシーズンオフには大阪近鉄バファローズとの球団合併に伴う新球団東北楽天ゴールデンイーグルスとの分配ドラフトを経て引き続きオリックスと契約。
2004年シーズンは、背番号を7に変更していたが、球団合併後の2005年からは27と2年続けて変更となった。
2005年、開幕戦で6回表に松坂大輔からチーム初安打となる二塁打を放ち、オリックス・バファローズとしての初安打を記録した。ライバルとして旧大阪近鉄バファローズの正捕手であった的山哲也が移籍してきたが正捕手は譲らず、強力になったリリーフ陣を引っ張り守備面での信頼を回復した。シーズンでの打率は.217、本塁打は1本のみと打撃成績を落とした。
2006年は先発出場が初めて100試合を超え、4割以上の盗塁阻止率を記録した。同年FA権を取得し、オフにFA宣言。地元球団であり当時捕手選手層が薄かった福岡ソフトバンクホークス、控え捕手に不安のある読売ジャイアンツが獲得に動くのではないかと噂されたが、他球団からのオファーはなくオリックスに残留した。
2007年は、新監督のテリー・コリンズのシーズン当初の構想から外れ、自身も打撃不振で9月末にやっと2割台に乗せるほどの低打率に終わった。
2008年は前半戦は3割近い打率を維持し、5月25日の横浜戦では1試合5安打を記録。同年のオールスターにも出場、第2戦でマーク・クルーンが投げた161km/hの速球を右中間スタンドに運ぶ本塁打を放った。自己最多の134試合に出場し、プロ13年目で初の規定打席到達となったほか、6年ぶりの2桁本塁打となる自己最多の13本塁打、打率.269、チームトップの18犠打と自己最高の打撃成績を記録した。一方で、捕手としてリーグワーストの6失策、盗塁阻止率も規定試合数に到達した捕手の中では両リーグ通じて最低の.221に終わった。
2009年、前任の北川博敏から指名を受け選手会長に就任し、4月23日の西武戦では9回裏に大沼幸二から自身初となるサヨナラ本塁打を放つ（エイと打ったらピョーンと入ったとコメント。またこの日は、チーム13年ぶりのトリプルプレーも達成している）。4月は勝負強さを発揮する等打撃好調だったが、5月中旬からは一転し、正捕手としてはチームの深刻な投壊を阻止できずにチーム防御率は悪化、更に7月7日に右太もも裏痛で登録抹消。8月23日に復帰するも復調せず、2000年から続けてきた100試合出場もこの年で途切れた。
2010年は、正捕手として開幕ダッシュに貢献するも、この年監督に就任した岡田彰布から配球面で酷評されることが多く、開幕25試合目となった4月23日の日本ハム戦で、シーズン15度目の2桁被安打となる13安打11失点を記録し、翌日に早くも二軍降格となった。6月30日の楽天戦で、9回裏に川岸強から逆転サヨナラ2ランを放ったものの、再び配球面で岡田から不興を買う場面が多くなり、7月18日に二軍降格。3度の二軍降格もあって79試合の出場に留まった。一方で打撃では打率.279、6本塁打という成績を残した。
2011年は伊藤光や鈴木郁洋が主に先発マスクとして起用され、第三捕手の座もロッテから移籍した齋藤俊雄に奪われたため、捕手としての出場は5試合、先発マスクをかぶったのは4月14日のソフトバンク戦のみであった。打撃も大スランプに陥り1998年の一軍定着以降では自己最少の26試合の出場で、わずか3安打、打率.068に終わり二軍でも打率.182、2本塁打に終わった。
2012年は開幕二軍スタートとなり、5月2日に一軍登録されるも、代打・指名打者としての出場がほとんどだった。5月25日の広島戦で、1点を追う9回裏一死に代打として出場すると、デニス・サファテから2年ぶりの本塁打となる同点ソロ本塁打を放ち、チームのサヨナラ勝ちに大きく貢献した。6月2日の巨人戦では、4年ぶりの三塁打となる適時三塁打を放ったが、その後は打撃不振に陥り、打率を1割台にまで落ち込んだことで6月26日に登録抹消された。8月21日に、前の試合で投手陣の崩壊を招いた責任で同時に二軍降格となった伊藤・斉藤と入れ替わりで、横山徹也と共に昇格し、8月23日の試合でシーズンで初めて先発マスクを被ると、8月26日の西武戦では途中加入のアレッサンドロ・マエストリの来日初完投勝利、9月5日のロッテ戦では前田祐二のプロ初先発初勝利を導く等、随所で好リードを見せた。最終的には54試合出場し、打率は1割台から.239に持ち直すなど正捕手奪還の足がかりとなった。
同年オフ、海外FA権を行使。11月27日に阪神タイガースに移籍した。背番号は37。

### 阪神時代
2013年は、開幕から一軍に登録されると、打力を生かすべく左の代打に起用されたほか、この年から先発投手に転向した榎田大樹が登板する試合を中心に、先発マスクを任されていた。しかし7月6日の対広島戦（マツダスタジアム）6回表の守備中に、三塁側のファウルゾーンに上がったフレッド・ルイスの飛球を追跡中に、三塁手の新井良太と激突したため交代。激突の影響で左大腿四頭筋を損傷したため、翌日から戦線を離脱し、およそ2か月にわたって治療とリハビリに専念した。一軍44試合の出場で終わったが、このシーズンで、NPB通算打率ランキングの対象となる4000打数に到達した。
2014年は、横浜DeNAベイスターズから移籍したベテラン捕手・鶴岡一成や、新人捕手・梅野隆太郎の台頭で一軍公式戦への出場機会が激減し、10月3日に現役引退を発表した。11月6日付で任意引退選手として公示された。

### 現役引退後
引退後も球団に残り、2014年12月26日付で球団本部編成部に配属され、他のプロ野球球団所属選手を調査する「プロスカウト」として活動した。
2017年に企画担当へ異動。
阪神球団が「トラックマン（投球や打球の軌道を測定する機器）」を導入した2018年シーズンからは、テクニカルアドバイザーを務める和田豊らと共に、トラックマンで計測されたデータの分析を担った。

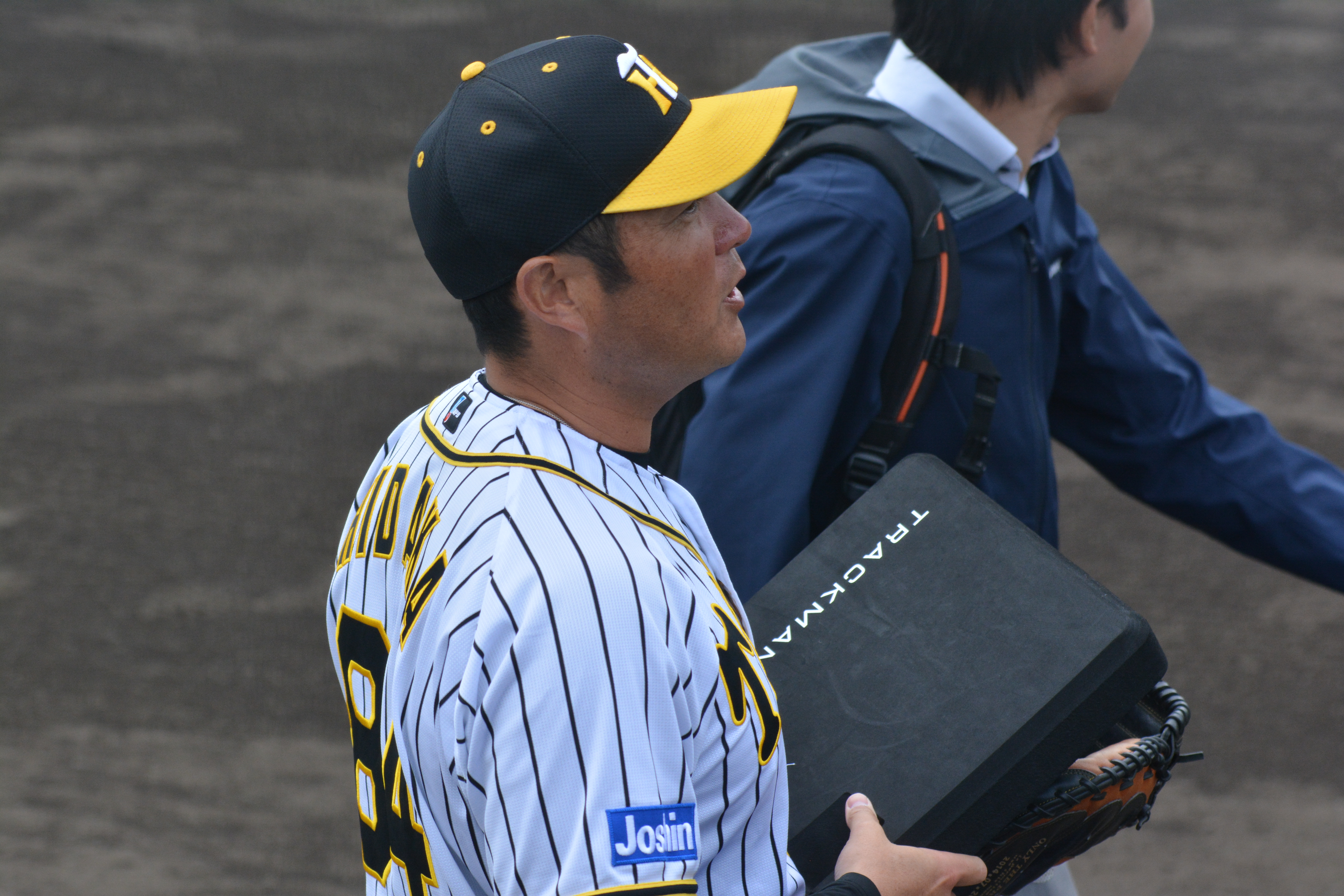
トラックマンを用いて分析を行う日高コーチ

2019年、分析チームでの執務経験が評価され、ファーム育成兼分析担当コーチに抜擢。背番号は84。
2020年、ファーム打撃兼分析担当コーチへ配置転換。
2022年より二軍バッテリーコーチ補佐を務めた。
2025年からは補佐の肩書がとれた。

## 選手としての特徴
パンチ力を秘めた打撃と強肩が魅力の捕手。打撃では低打率にあえぐシーズンも多く、2002年には確実性を求めてバスター打法に挑戦することもあった。オリックス時代は長らく正捕手として活躍、阪神時代は主に代打や榎田大樹の専属捕手を務めた。
打撃力が低いといってもそれはあくまで2000年代の打撃型捕手時代においてのことである。例えば規定打席に到達した2008年の打率、本塁打は当時としては「打てない捕手」の打撃成績とされたが、2020年代の「打てない捕手」と比べれば十分高い成績である。

## 詳細情報

### 年度別打撃成績
| 年 度      | 球 団      | 試 合 | 打 席 | 打 数 | 得 点 | 安 打 | 二 塁 打 | 三 塁 打 | 本 塁 打 | 塁 打 | 打 点 | 盗 塁 | 盗 塁 死 | 犠 打 | 犠 飛 | 四 球 | 敬 遠 | 死 球 | 三 振 | 併 殺 打 | 打 率 | 出 塁 率 | 長 打 率 | O P S |
| ---------- | ---------- | ----- | ----- | ----- | ----- | ----- | -------- | -------- | -------- | ----- | ----- | ----- | -------- | ----- | ----- | ----- | ----- | ----- | ----- | -------- | ----- | -------- | -------- | ----- |
| 1998       | オリックス | 78    | 197   | 180   | 16    | 41    | 10       | 0        | 2        | 57    | 14    | 1     | 1        | 5     | 0     | 11    | 0     | 1     | 42    | 3        | .228  | .276     | .317     | .593  |
| 1999       | オリックス | 96    | 267   | 239   | 22    | 44    | 12       | 0        | 3        | 65    | 31    | 0     | 1        | 9     | 3     | 13    | 0     | 3     | 50    | 3        | .184  | .233     | .272     | .505  |
| 2000       | オリックス | 101   | 307   | 256   | 31    | 52    | 9        | 0        | 6        | 79    | 34    | 1     | 1        | 11    | 2     | 35    | 0     | 3     | 34    | 6        | .203  | .304     | .309     | .613  |
| 2001       | オリックス | 129   | 420   | 376   | 33    | 93    | 15       | 3        | 8        | 138   | 37    | 1     | 2        | 16    | 2     | 22    | 0     | 4     | 63    | 6        | .247  | .295     | .367     | .662  |
| 2002       | オリックス | 124   | 377   | 336   | 34    | 65    | 14       | 2        | 12       | 119   | 36    | 1     | 0        | 9     | 0     | 29    | 2     | 3     | 65    | 7        | .193  | .264     | .354     | .618  |
| 2003       | オリックス | 118   | 355   | 321   | 29    | 86    | 14       | 2        | 9        | 131   | 37    | 0     | 1        | 10    | 3     | 16    | 0     | 5     | 69    | 3        | .268  | .310     | .408     | .718  |
| 2004       | オリックス | 114   | 375   | 324   | 42    | 89    | 18       | 2        | 5        | 126   | 38    | 0     | 2        | 16    | 4     | 29    | 2     | 2     | 43    | 9        | .275  | .334     | .389     | .723  |
| 2005       | オリックス | 103   | 297   | 253   | 20    | 55    | 17       | 0        | 1        | 75    | 31    | 1     | 1        | 19    | 2     | 23    | 2     | 0     | 51    | 4        | .217  | .281     | .296     | .577  |
| 2006       | オリックス | 115   | 349   | 304   | 23    | 73    | 11       | 0        | 1        | 87    | 29    | 3     | 0        | 11    | 2     | 28    | 0     | 4     | 53    | 8        | .240  | .311     | .286     | .597  |
| 2007       | オリックス | 109   | 282   | 253   | 19    | 51    | 15       | 0        | 5        | 81    | 25    | 0     | 0        | 14    | 3     | 10    | 1     | 2     | 43    | 7        | .202  | .235     | .320     | .555  |
| 2008       | オリックス | 134   | 474   | 417   | 44    | 112   | 27       | 1        | 13       | 180   | 47    | 1     | 4        | 18    | 3     | 28    | 3     | 8     | 67    | 11       | .269  | .325     | .432     | .756  |
| 2009       | オリックス | 93    | 315   | 295   | 22    | 75    | 15       | 0        | 5        | 105   | 34    | 1     | 2        | 2     | 2     | 13    | 0     | 3     | 36    | 12       | .254  | .291     | .356     | .647  |
| 2010       | オリックス | 79    | 243   | 219   | 18    | 61    | 9        | 0        | 6        | 88    | 24    | 0     | 0        | 4     | 1     | 18    | 1     | 1     | 25    | 8        | .279  | .335     | .402     | .737  |
| 2011       | オリックス | 26    | 50    | 44    | 1     | 3     | 1        | 0        | 0        | 4     | 2     | 0     | 0        | 0     | 0     | 5     | 0     | 1     | 12    | 1        | .068  | .180     | .091     | .271  |
| 2012       | オリックス | 52    | 122   | 117   | 4     | 28    | 5        | 1        | 1        | 38    | 8     | 0     | 0        | 1     | 1     | 3     | 0     | 0     | 33    | 1        | .239  | .256     | .325     | .581  |
| 2013       | 阪神       | 44    | 100   | 97    | 9     | 28    | 3        | 0        | 2        | 37    | 7     | 1     | 0        | 0     | 0     | 2     | 0     | 1     | 16    | 0        | .289  | .310     | .381     | .691  |
| 2014       | 阪神       | 2     | 0     | 0     | 0     | 0     | 0        | 0        | 0        | 0     | 0     | 0     | 0        | 0     | 0     | 0     | 0     | 0     | 0     | 0        | ---   | ---      | ---      | ---   |
| 通算：17年 | 通算：17年 | 1517  | 4530  | 4031  | 367   | 956   | 195      | 11       | 79       | 1410  | 434   | 11    | 15       | 145   | 28    | 285   | 11    | 41    | 702   | 89       | .237  | .292     | .350     | .642  |

### 年度別守備成績
| 年 度 | 球 団      | 捕手  | 捕手  | 捕手  | 捕手  | 捕手  | 捕手  | 捕手     | 捕手     | 捕手     | 捕手     | 捕手     | 捕手 |
| 年 度 | 球 団      | 試 合 | 刺 殺 | 補 殺 | 失 策 | 併 殺 | 捕 逸 | 守 備 率 | 企 図 数 | 許 盗 塁 | 盗 塁 刺 | 阻 止 率 |      |
| ----- | ---------- | ----- | ----- | ----- | ----- | ----- | ----- | -------- | -------- | -------- | -------- | -------- | ---- |
| 1998  | オリックス | 76    | 317   | 38    | 3     | 5     | 6     | .992     | 47       | 31       | 16       | .340     |      |
| 1999  | オリックス | 94    | 404   | 71    | 6     | 11    | 1     | .988     | 82       | 54       | 28       | .341     |      |
| 2000  | オリックス | 101   | 533   | 48    | 2     | 10    | 6     | .997     | 64       | 42       | 22       | .344     |      |
| 2001  | オリックス | 127   | 822   | 65    | 9     | 10    | 7     | .990     | 94       | 65       | 29       | .309     |      |
| 2002  | オリックス | 110   | 658   | 53    | 1     | 11    | 4     | .999     | 64       | 40       | 24       | .375     |      |
| 2003  | オリックス | 108   | 649   | 64    | 4     | 16    | 4     | .994     | 111      | 78       | 33       | .297     |      |
| 2004  | オリックス | 113   | 643   | 60    | 3     | 17    | 3     | .996     | 73       | 46       | 27       | .370     |      |
| 2005  | オリックス | 103   | 556   | 32    | 4     | 9     | 1     | .993     | 53       | 38       | 15       | .283     |      |
| 2006  | オリックス | 112   | 525   | 54    | 4     | 7     | 0     | .993     | 64       | 38       | 26       | .406     |      |
| 2007  | オリックス | 107   | 561   | 51    | 1     | 4     | 1     | .998     | 78       | 52       | 26       | .333     |      |
| 2008  | オリックス | 129   | 782   | 57    | 6     | 5     | 2     | .993     | 86       | 67       | 19       | .221     |      |
| 2009  | オリックス | 87    | 523   | 37    | 2     | 6     | 1     | .996     | 60       | 46       | 14       | .233     |      |
| 2010  | オリックス | 73    | 441   | 34    | 2     | 1     | 1     | .996     | 64       | 48       | 16       | .250     |      |
| 2011  | オリックス | 5     | 12    | 2     | 0     | 0     | 0     | 1.000    | 2        | 2        | 0        | .000     |      |
| 2012  | オリックス | 31    | 166   | 15    | 0     | 4     | 0     | 1.000    | 27       | 20       | 7        | .259     |      |
| 2013  | 阪神       | 36    | 147   | 14    | 0     | 4     | 0     | 1.000    | 13       | 10       | 3        | .231     |      |
| 2014  | 阪神       | 2     | 4     | 0     | 0     | 0     | 0     | 1.000    | 1        | 1        | 0        | .000     |      |
| 通算  | 通算       | 1414  | 7743  | 695   | 47    | 120   | 37    | .994     | 983      | 678      | 305      | .310     |      |

### 記録
初記録
- 初出場：1998年4月16日、対千葉ロッテマリーンズ2回戦（グリーンスタジアム神戸）、5回裏に高田誠の代打で出場
- 初打席・初安打：同上、5回裏に小宮山悟から左前安打
- 初盗塁：同上、5回裏に二盗（投手：小宮山悟、捕手：福澤洋一）
- 初打点：同上、9回裏に小宮山悟から中前適時打
- 初先発出場：1998年4月17日、対近鉄バファローズ2回戦（大阪ドーム）、8番・捕手で先発出場
- 初本塁打：1998年7月16日、対日本ハムファイターズ16回戦（東京ドーム）、11回表に黒木潤司から右越ソロ

節目の記録
- 1000試合出場：2007年5月17日、対福岡ソフトバンクホークス11回戦（福岡 Yahoo! JAPANドーム）、7回裏に捕手で出場 ※史上416人目
- 1500試合出場：2013年8月25日、対中日ドラゴンズ18回戦（ナゴヤドーム）、8番・捕手で先発出場 ※史上179人目

その他の記録
- 開幕戦代打本塁打：2003年3月28日、対大阪近鉄バファローズ1回戦（大阪ドーム）、5回表に三輪隆の代打で出場、ジェレミー・パウエルから右越ソロ ※史上16人目（パ・リーグ10人目）
- オールスターゲーム出場：5回（2000年 - 2002年、2006年、2008年）

### 背番号
- 47（1996年 - 2003年）
- 7（2004年）
- 27（2005年 - 2012年）
- 37（2013年 - 2014年）
- 84（2019年 - ）